# Emil Jellinek
Emil Jellinek född 6 april 1853 i Leipzig, död 21 januari 1918 i Genève, var en österrikisk-tysk företagare i bilbranschen. Jellinek sålde tyska bilar i Frankrike tillverkade av Gottlieb Daimler. Jellinek ville dock ha en bra, pålitlig, lyxig och komfortabel bil att sälja i Frankrike och Daimler gjorde då en bil som föll Jellinek i smaken och dessutom skulle bilen ha hans dotters namn, Mercedes. Så föddes märket Mercedes. Så småningom började Mercedesnamnet användas på alla bilar från Daimlers tillverkning. 1926 fusionerades Daimler och Benz. Alla bilarna fick då tillägget Benz (Mercedes-Benz).
Kuriosa i sammanhanget är att Carl Benz var inte först med att uppfinna bilen, både Daimler och Benz hade en varsin prototyp framtagna helt oberoende av varandra år 1886 - dock var Carl Benz först med att få patent på sin bil.
Jellinek var son till rabbinen Adolf Jellinek och yngre bror till statsvetaren Georg Jellinek.